# 1990 RS6
1990 RS6 är en asteroid i huvudbältet som upptäcktes den 11 september 1990 av den belgiske astronomen Henri Debehogne vid La Silla-observatoriet.
Den har en diameter på ungefär 2 kilometer och den tillhör asteroidgruppen Vesta.